# Dammam
Dammam (in arabo الدمام‎? ad-Dammām) è la capitale della provincia di al-Sharqiyya, in Arabia Saudita, la regione più ricca di petrolio al mondo e sede degli organi giudiziari e amministrativi della provincia e di diversi dipartimenti governativi. 
Dammam è la più grande città della provincia orientale e la quinta in Arabia Saudita, dopo Riad, Gedda, La Mecca e Medina. L'area metropolitana di Dammam, principalmente conosciuta come Grande Dammam, è la più grande area metropolitana nella provincia orientale dell'Arabia Saudita formata dalle tre principali città vicine: Dammam, Dhahran, e Khobar queste 3 città sono a volte indicate come le città tripletta. L'area metropolitana ha una popolazione stimata di 4.140.000 al 2012 e comprende anche molte altre città più piccole come Al Qatif, Safwa, e Ras Tanura.
L'area metropolitana di Dammam, e il resto della provincia orientale, è servita dal King Fahd International Airport (KFIA), l'aeroporto più grande del mondo in termini di superficie (circa 780 km²), a circa 20 km a nord-ovest della città. Il King Abdul Aziz Sea Port di Dammam è il più grande porto del Golfo Persico, secondo nel Paese solo al porto di Jeddah.